# 江永 (人物)
江永（1681年8月30日—1762年4月6日），字慎修，安徽省婺源县（今属江西省）江湾村人。清朝經學家、音韵學家、數學家。 

## 生平
康熙二十年七月十七日（1681年8月30日）生，自幼讀書過目不忘，康熙時生員。博學深思，經書、小學、典章、制度、地理、鐘律等無一不精，以考據見長，致力於十三經注疏，尤精於三禮，於《易經》發明三十六宮說。康熙六十年（1721），撰成《禮書綱目》一書。《禮書綱目》在乾隆初被禮館徵集，江永因此名聲大噪。乾隆五年（1740）遊歷北京，但是“性颇畏风尘劳攘，足不出户。”當時方苞任三禮館總裁，“素負其學，及聞先生，願得見，見則以所疑《士冠禮》、《士昏禮》中數事為問，先生從容置答，乃大折服。”此次进京，江永亦初次与梅文鼎之孫梅瑴成结交。江永在天文學继承了梅文鼎的观点，承认地圆说的合理性。但另一方面，他不同意梅文鼎等人持西学中源说的立场。
乾隆十一年三月，江永受邀講於紫陽書院。有弟子戴震。江永曾寫信告訴戴震曰：“驰逐名场，非素心。”
乾隆十七年秋，戴震經汪松岑的介紹，前往不疏园教課汪梧鳳之子汪灼，次年戴震亦介紹江永來此講學七年。在此完成4部重要著作《算学》、《乡党图考》、《律吕阐微》和《古韵标准》。
乾隆二十七年三月十三日（1762年4月6日），江永去世，戴震整理江氏遺著，並作《江慎修先生事略狀》。朱筠督學安徽時，以江永從祀朱子於紫陽書院。
著有《周易疑义举要》，对先秦名物加以考释，其中《考工记》二卷，颇多创见，《礼书纲目》搜集散见经传杂书中的古代礼乐制度，以补正朱熹《仪礼经传通解》。又精于音理，注重审音，撰《古韵标准》，定古韵为十三部，《音学辩微》、《四声切韵表》，阐明等韵学及韵书中分韵的原理。另有《近思路集解》、《乡党图考》、《律吕阐微》、《深衣考误》、《群经补义》等书，其学以考据见长，开皖派经学研究的风气。著述多收錄於《四庫全書》，其著作被四库馆采入者凡16种，共166卷。
- 江湾村江永纪念馆（善余堂）
- 江永主持修建的汪口村平渡堰